# Samtige Tramete
Die Samtige Tramete (Trametes pubescens) ist eine Pilzart aus der Gattung der Echten Trameten.

## Merkmale
Die Samtige Tramete bildet 3–10 cm breite dünn fächerförmige Fruchtkörper mit scharfer Außenkante, die in großen Gruppen dachziegelartig zusammenstehen. Die Fruchtkörper sind zunächst reinweiß gefärbt, werden im Alter cremefarben bis hell grauocker. Beim Trocknen werden die Fruchtkörper ziemlich leicht und brüchig, die Farbe ändert sich nach gelb. Die Oberseite ist matt und feinsamtig behaart mit angedeuteter Zonierung, auf der Unterseite befinden sich die kurzen, weiß- bis cremefarbenen Röhren. Mit 3–4 pro mm hat die Samtige Tramete relativ feine, rundlich-eckig geformte Poren. 

## Ökologie
Die Samtige Tramete ist ein saprobiontischer Holzbewohner, der eine Weißfäule im befallenen Holz erzeugt. Besiedelt werden tote stehende und liegende Stämme und Äste, die noch berindet sein können oder die Rinde bereits verloren haben. Die Art besiedelt Laubhölzer, vorrangig Erle, Birke und Buche. Die Fruchtkörper erscheinen das ganze Jahr über. 
Die Samtige Tramete kommt vor allem in luft- und bodenfeuchten Laubwäldern vor, die periodisch oder spontan überflutet sein können, wie Bruch- und Auwäldern, Weidengebüschen oder schattigen und feuchten Laubwäldern, gelegentlich auch in Parks.

## Verbreitung
Die Samtige Tramete kommt in Asien von Sibirien bis Pakistan und Indien, östlich bis Korea sowie in den USA und Kanada vor. In Afrika wurde sie in Äthiopien, Tansania und Kenia nachgewiesen. In Europa kommt die Art in den gemäßigten und borealen Regionen vor. In Deutschland ist die Art sehr selten und lediglich im Alpen- und Voralpengebiet häufiger anzutreffen.

## Bedeutung
Die Samtige Tramete ist kein Speisepilz; als Holzschädling tritt sie kaum in Erscheinung.